# Villa Rosa (Madrid)

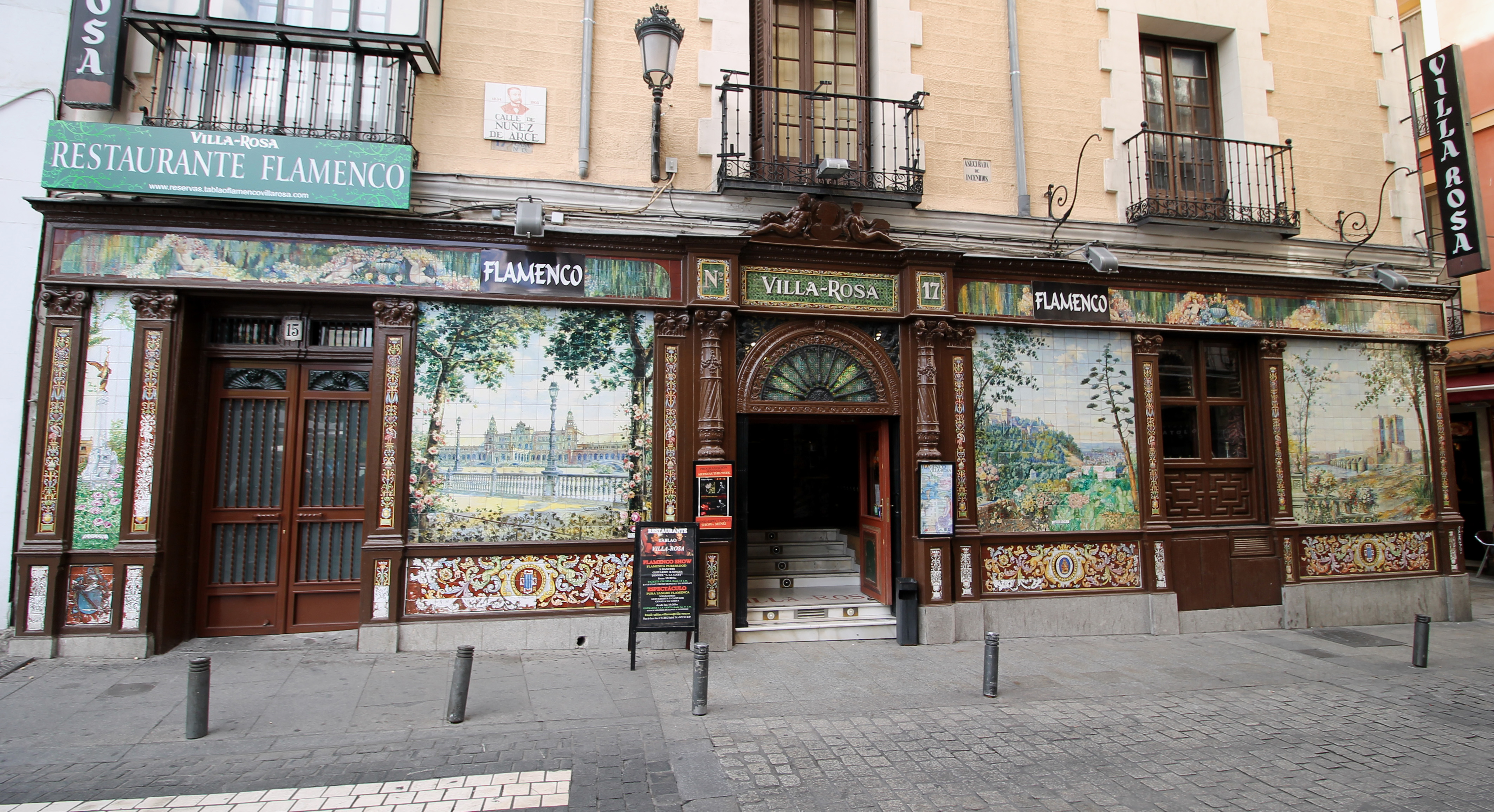
Fachada principal de Villa Rosa en el nº 17 de la calle de Núñez de Arce, junto a la plaza de Santa Ana, en el casco histórico de Madrid.

Villa Rosa es un establecimiento castizo de la ciudad de Madrid, antiguo colmado y tablao flamenco a lo largo del siglo xx. Está situado en el barrio de las Letras del distrito Centro, en la esquina que forma el callejón de Álvarez Gato con la calle Núñez de Arce, en cuyo número 17 tiene su entrada principal. Todo el perímetro de la fachada del local, en la planta baja, está decorado con una serie de paneles de azulejería, muy coloristas, obra cerámica del sevillano Alfonso Romero Mesa, a partir de bocetos de Juan Ruiz de Luna, representando postales de las principales capitales españolas.
Tuvo su época dorada en el primer tercio del siglo xx, y en especial en la década de 1920. Cerrado en varias ocasiones a lo largo de su historia, en 1996, con una aceptable restauración, fue recuperado como tablao flamenco y restaurante.

## Historia
Fundada como freiduría y tasca en 1911 por tres asistentes taurinos, el banderillero “Alvaradito” y los picadores Farfán y Céntimo, ocupando el local de un antiguo molino de chocolate. En 1918, Rafael Marcos Colombí la convirtió en casa de comidas y un año después, Antonio Torres y Tomás Pajares, camareros del vecino bar Viña P, transformaron el local siguiendo los gustos del momento, es decir de «estilo arábigo andaluz», con «artesonado sostenido por columnas sobre las que cabalgan arcos apuntados lobulados» y un imponente mostrador de madera. Especial valor tienen en el contexto de la historia de la azulejería urbana en Madrid, los interiores, obra atribuida al taller de Ruiz de Luna y Julián Santacruz, y los ocho paneles con paisajes que decoran toda la fachada exterior, pintados por Alfonso Romero en 1927.
Su vida como tablao comenzó en 1921, cuando Pajares se queda con el negocio y consigue que el cantaor Antonio Chacón abandone el tablao Los Gabrieles, decano del flamenco en Madrid, para instalarse en Villa Rosa. Según las fuentes del propio local, «la nueva etapa se inició con una fiesta organizada por el Conde de los Andes, buen aficionado, en honor de Chacón. Le acompañaron el gran guitarrista Ramón Montoya y el cantaor Manolo Pavón.» Chacón siguió al frente de Villa-Rosa hasta su muerte en 1929, pero el tablao continuó activo durante más de treinta años, hasta 1963, en que cerró por una temporada. Abrió de nuevo en 1964 hasta la década de 1970, desaparecido su «antiguo esplendor». Cerrado de nuevo, en la década de 1980 se habilitó como sala de fiestas, periodo en el que Pedro Almodóvar lo usa como escenario para Tacones lejanos (la escena está protagonizada por Miguel Bosé y las actrices Victoria Abril y Marisa Paredes).
Volvió a abrirse como tablao –pero sin dejar de funcionar como sala de fiestas– en la primera década de 2000 (octubre de 2002 a mayo de 2009). En 2011 alquiló el local el empresario Jesús Rodríguez Cerezal que le devolvió su actividad de tablao-restaurante.

### Polémica.
Tras desistir del contrato de alquiler, los propietarios del local, descubrieron que Jesús Rodríguez Cerezal, al poco tiempo de alquilar el local se había percatado de que nadie había registrado su nombre, y que había decidido registrarlo para sí, sin comunicárselo a ellos. Tuvieron conocimiento de ello cuando tras abandonar el local, debido a la pandemia del 2020, decidió demandar a los siguientes arrendatarios por utilizar el nombre Villa Rosa sin su autorización. Tras lo cual, ellos, muy a su pesar decidieron cambiar el nombre del local, tras 111 años de historia. Los procedimientos judiciales entre los nuevos inquilinos y el antiguo inquilino, en los que él reclama cuantías económicas elevadas, aún permanecen activos. Al igual que la demanda que los propietarios del local incoaron contra el antiguo inquilino, acusándole de Registro de Mala Fe.

### Los artistas de Villa Rosa
«Los gitanos son de bronce y los payos de hojalata.»

- Los cantaores Fosforito el Viejo, Escacena, Rafael Pareja, Pepe de la Matrona, Fernando el Herrero, Teresita Mazantini, El Macareno, Diego Antúnez, Juanito Mojama, Pepa Oro, Diana, el Niño de las Marianas, Bernardo el de los Lobitos, el Niño de Cabra, la Niña de los Peines, Manuel Torre, Jacinto Almadén, Antonio Valdepeñas.
- Los guitarristas Ramón Montoya, Miguel Borrull, Juan Gandulla "Habichuela", los hermanos Luís y Antonio Molina, Ángel Baeza, Mariscal, Ángel Zurita, Javier Molina, Manolo de Huelva, Pepe de Badajoz.
- Los bailaores y bailaoras Estampío, Faico, Toni “El Pelao”.

A esta nutrida lista de artistas hay que añadir los nombres mayores de Fernanda de Utrera, Lola Flores, Imperio Argentina, Juanito Valderrama, Juan Varea, Miguel de Molina, Antonio Mairena, Antonio Arenas, José Antonio Díaz Fernández “Chaquetón” y Pepe Marchena.

### El público de Villa Rosa
Además del gran público aficionado al flamenco, ha quedado cumplida noticia de la presencia nocturna en sus instalaciones del dictador y aficionado al flamenco y el teatro Miguel Primo de Rivera, una evaluación, quizá legendaria, anota 21 títulos nobiliarios y un «subterráneo visitante embozado», el rey Alfonso XIII. Más ciertos son el escritor Ernest Hemingway, la actriz Ava Gardner y el torero Luis Miguel Dominguín.

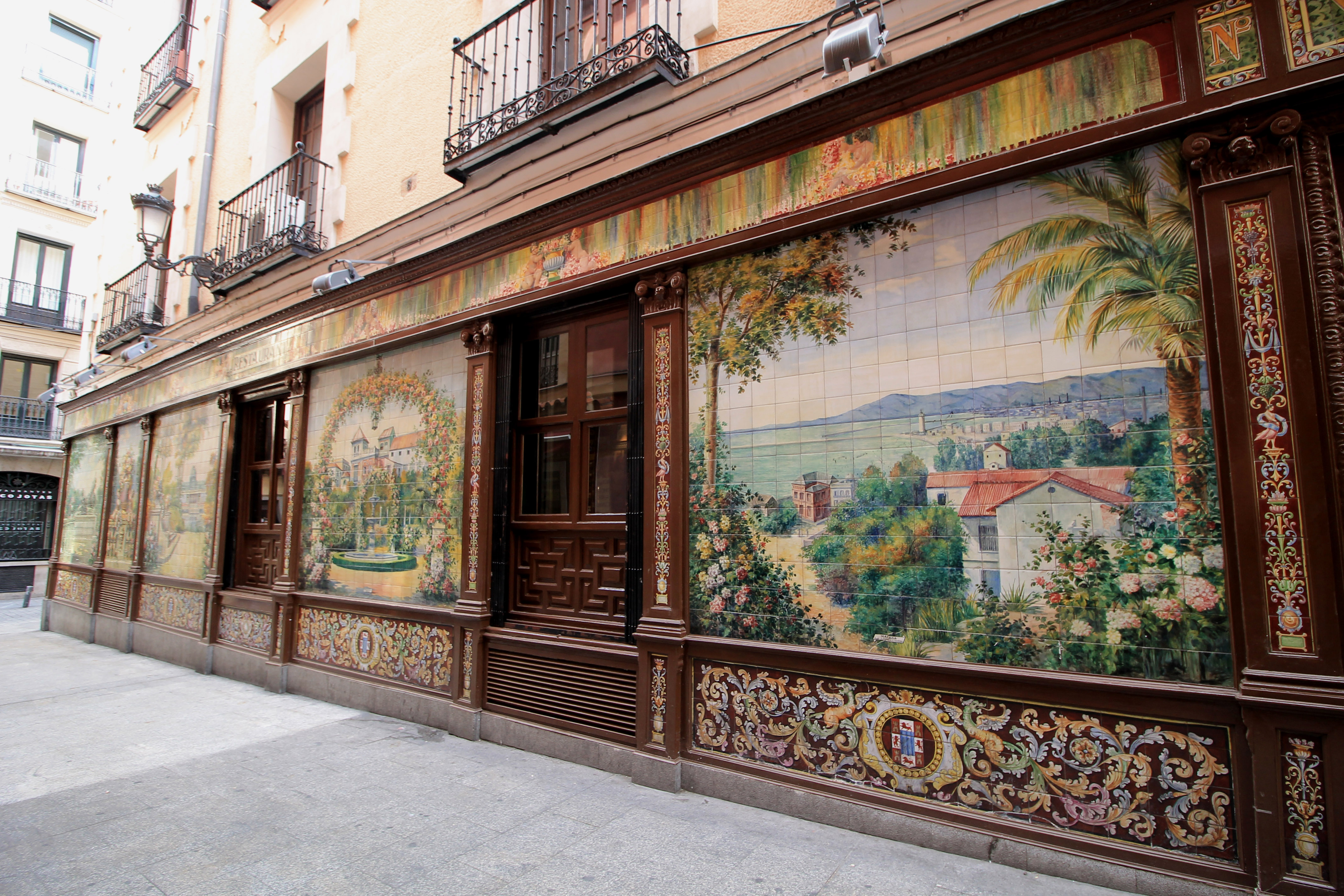
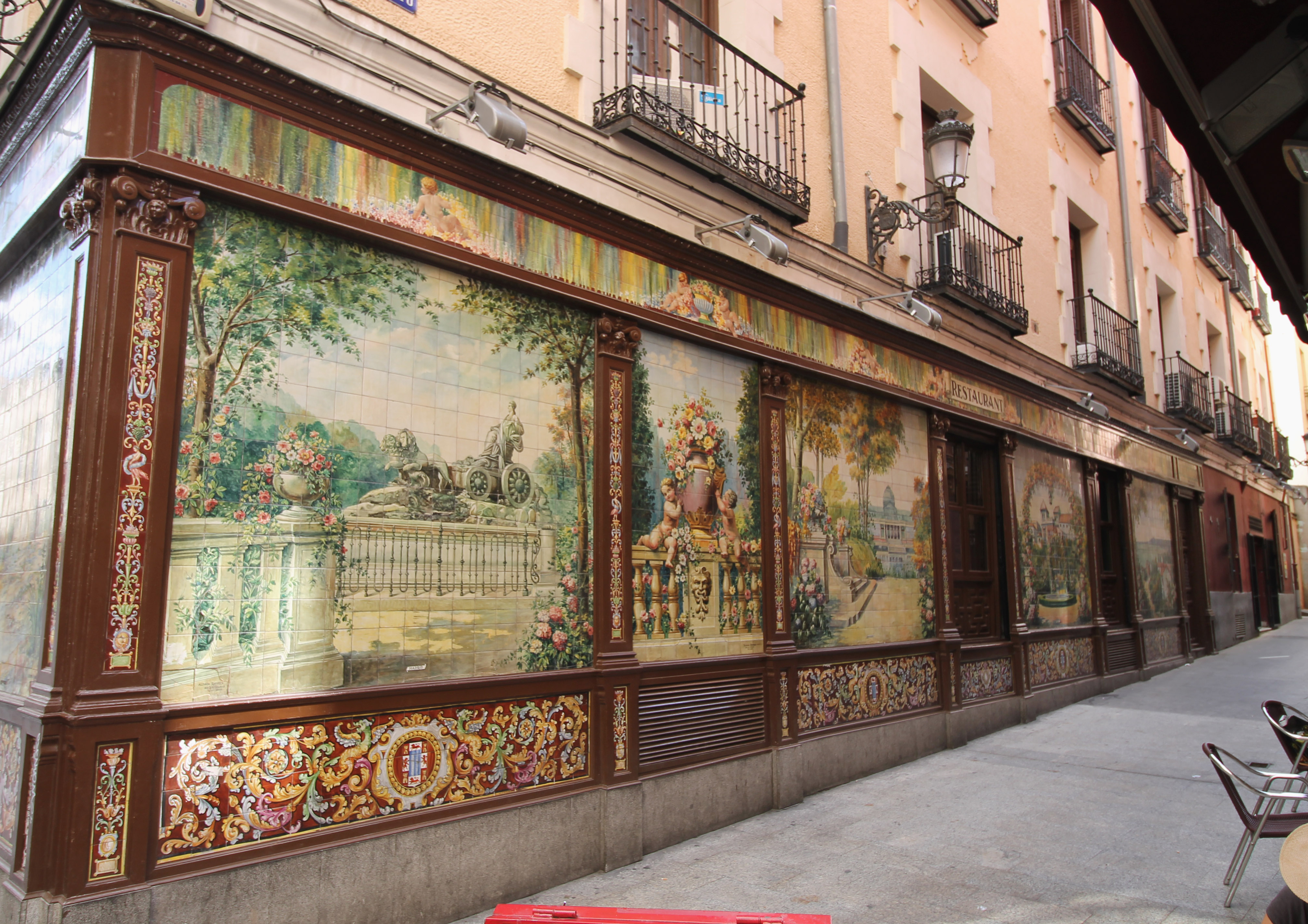
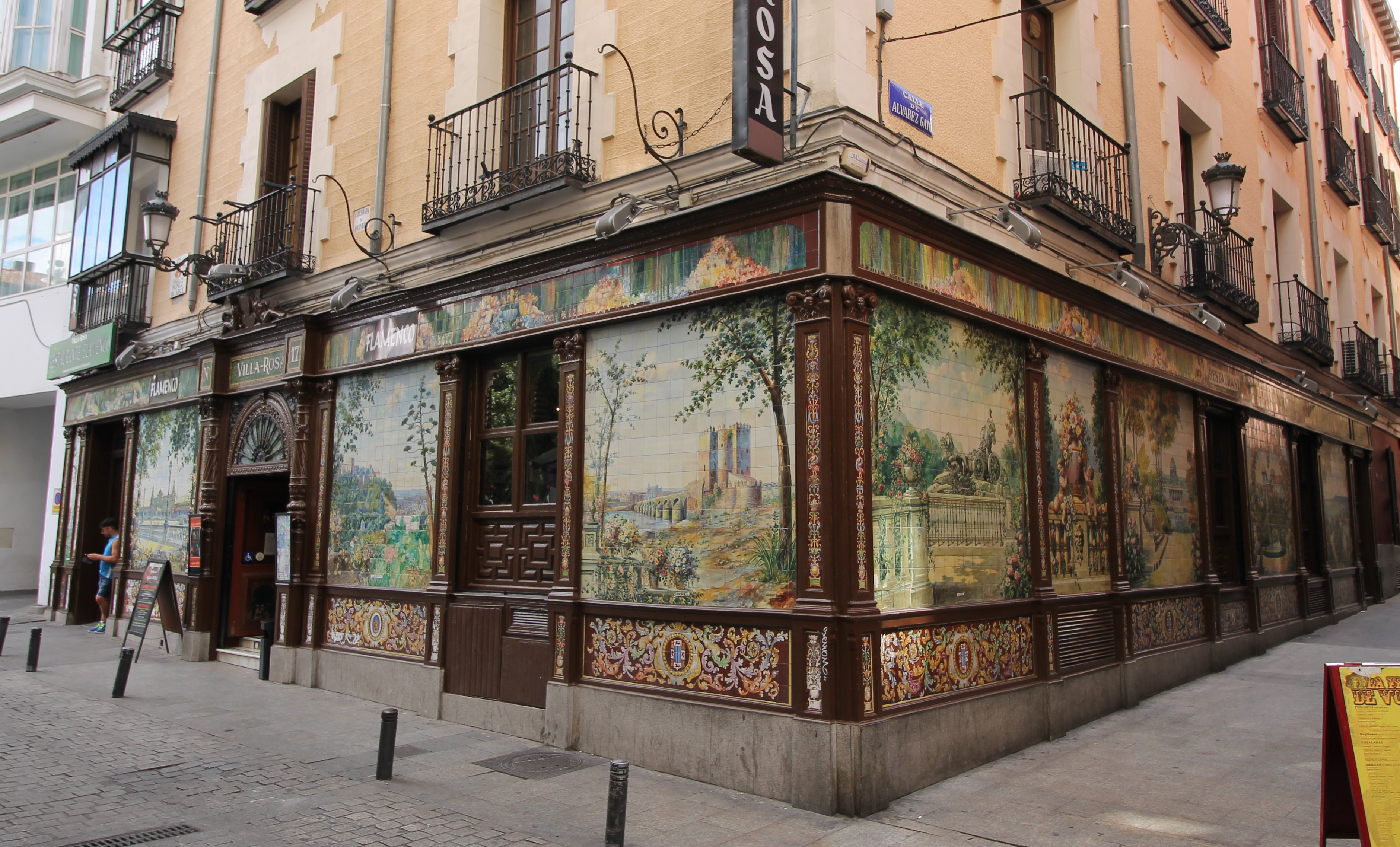